# Jerome Young
Jerome Young (* 14. August 1976 im Clarendon Parish, Jamaika) ist ein ehemaliger US-amerikanischer Leichtathlet, der in Hartford (Connecticut) aufwuchs.

## Sportliche Erfolge
Bei den Leichtathletik-Weltmeisterschaften 1997 belegte Jerome Young im 400-Meter-Lauf Platz fünf in 44,51 s und mit der 4-mal-400-Meter-Staffel wurde er Weltmeister. Young erzielte mit der 4-mal-400-Meter-Staffel am 22. Juli 1998 bei den Goodwill Games einen Weltrekord. Dieser wurde am 12. August 2008 annulliert, nachdem der Teilnehmer Antonio Pettigrew die Einnahme von Wachstumshormonen und EPO zugegeben hatte.
Bei den Leichtathletik-Weltmeisterschaften 1999 wurde er im 400-Meter-Lauf Vierter in 44,36 s. In der Staffel konnte er wegen Verletzung nicht eingesetzt werden. Bei den Olympischen Spielen 2000 wurde Young nur im Staffel-Vorlauf eingesetzt. Da die US-Staffel im Endlauf Gold gewann, erhielt auch Young eine Goldmedaille. Diese Goldmedaille wurde ihm später abgesprochen. Bei den Leichtathletik-Hallenweltmeisterschaften 2001 gewann Young Gold mit der Staffel. Bei den Leichtathletik-Hallenweltmeisterschaften 2003 gewann er erneut Gold mit der Staffel und kam im 400-Meter-Lauf auf Platz vier. Bei den Leichtathletik-Weltmeisterschaften 2003 gewann Young den 400-Meter-Lauf in 44,50 s. Mit der Staffel gewann er ebenfalls, diese Goldmedaille wurde den USA aber aberkannt.

## Dopingaffären

### Der erste Fall Young 2000
Schon während der Olympischen Spiele Ende September in Sydney kamen Gerüchte auf, dass Mitglieder der US-Leichtathletik-Mannschaft im Vorfeld der Spiele positiv getestet worden seien. Aufforderungen des Internationalen Leichtathletikverbandes (IAAF) an den US-Leichtathletikverband (USATF) um Preisgabe von Namen wurden 2000 vom US-Verband mit dem Hinweis auf Vertraulichkeit zurückgewiesen. Im Januar 2003 entschied der Internationale Sportgerichtshof (CAS), dass der US-Verband Grund zu der Annahme gehabt haben könnte, dass eine Aufhebung der Vertraulichkeit nicht notwendig sei.
Nachdem Young im August 2003 Weltmeister geworden war, veröffentlichte die Los Angeles Times einen Artikel, in dem Jerome Youngs Name genannt wurde. Das IOC verlangte nun Aufklärung vom IAAF. Die IAAF handelte aber nicht, weil sie sich an die Entscheidung des CAS vom Januar 2003 gebunden fühlte. Nach längeren Rechtsstreitigkeiten entschied das IOC am 29. Juni 2004, dass Jerome Young die Goldmedaille 2000 aberkannt würde, aber die anderen Mitglieder des Teams ihre Medaillen behalten dürften.

### Der Fall Calvin Harrison
Im Vorfeld der Weltmeisterschaften 2003 war Calvin Harrison positiv auf Modafinil getestet worden. Da Calvin Harrison Mitglied der US-amerikanischen 4-mal-400-Meter-Staffel war, wurde der Staffel die Goldmedaille von den Weltmeisterschaften 2003 aberkannt. Die Staffel Frankreichs wurde zum Weltmeister erklärt.

### Der zweite Fall Young
Am 23. Juli 2004 wurde Jerome Young positiv auf EPO getestet. Da er wegen des ersten Falls von 2000 als Wiederholungstäter galt, wurde er lebenslang gesperrt.